# Хронология истории Армении
Современные генетические исследования демонстрируют, что генофонд армян складывался в период между 2000 и 3000 гг. до н. э. в результате ряда смешений евразийских популяций в период крупных миграций населения после одомашнивания лошади, появления колесниц и роста развитых цивилизаций на Ближнем Востоке. Сложение армянского генофонда завершилось до 1200 г. до н. э., когда произошло падение цивилизаций бронзового века в Восточном Средиземноморье, после чего армяне оставались генетически изолированной популяцией. Согласно исследованию группы генетиков, опубликованному в 2020 году, гипотеза балканской прародины протоармянского языка, долгое время доминировавшая в науке, не подтверждается данными генетики, поскольку армяне не обнаруживают генетической примеси населения Балкан. Наоборот, получило подтверждение генетическое родство между современными и древними обитателями Армянского нагорья начиная с энеолита. Население Армении не имело значительных примесей на протяжении неолита и раннего бронзового века, в связи чем не представляется возможным найти какое-либо генетическое обоснование сообщению Геродота о миграции армян из Фригии.
Первыми государствами на территории современной Армении считаются Хайаса (Арматанна), Урарту. В эллинистическую эпоху существовали Ервандидское царство (331—220 годы до н. э), Софенское царство (III век до н. э. — 94 год до н. э.) и Великая Армения (190 год до н. э. — 387 год н. э.). В средние века существовали Армянское царство (885—1045), а после его падения — Киликийское армянское государство (1198—1375). На территории исторической Армении армянские государственные образования долгое время существовали в Сюнике и Арцахе (Нагорном Карабахе). Национальная освободительная борьба (см. Восстание Давид-бека и Освободительная борьба меликств Хамсы) зародилась в середине XVI века. После присоединения Восточной Армении к христианской Российской империи были созданы условия для объединения и возрождения армянского народа на части своей исторической родины. В 1918 году армянское государство было воссоздано в лице Республики Армения, в 1991 года независимость Армении была восстановлена.

## Древняя история. До нашей эры
Сопутствующие события
до нашей эры
- XVI век — образование конфедерации Хайаса-Ацци.
- XIII век — первые упоминания об Урарту.
- 1190 — приблизительная дата крушения Хеттского царства под натиском «народов моря».
- 1000 — начало железного века.
- конец VIII века — вторжение на Армянское нагорье скифов и киммерийцев.
- 612 — падение Ассирии.
- 558 — основание Киром Ахеменидской империи.
- 549 — завоевание Мидии Ахеменидами.
- 522—486 — правление Дария I в Персии.
- 455—444 — путешествие Геродота по странам Востока.
- 336 — 30 — эпоха эллинизма.
- 331 — Александр Великий покоряет Персию.
- 190 — битва при Магнезии.
- 171—138 — усиление Парфии в период правления Митридата I.

- 2492 — легендарная дата основания Хайком армянского государства. Начало древнеармянского календаря.
- 1450—1400 — правление Марияс[4][5][5][6][7][8][17][18]
- 1400—1375 — правление Каранни[4][5][5][6][7][8][9][17]
- 1380 — войско Хайасы штурмом захватило города Хаттуса — столицу Хеттского царства и уничтожило её.
- 1375—1340 — правление Гуканаса[4][5][5][6][7][8][9][17]
- 1340—1310 — правление Ананиа[4][5][5][6][7][8][9][17]
- 859—844 — правление Арама
- 844—828 — правление Сардури I
- 828—810 — правление Ишпуини
- 810—786 — правление Менуа
- 786—764 — правление Аргишти I
- 782 — основание Эребуни.
- 775 — основание Аргиштихинили.
- 764—735 — правление Сардури II
- 735—714 — правление Русы I
- 714—680 — правление Аргишти II
- 680—639 — правление Русы II
- 639—635 — правление Сардури III
- 612 — правление Паруйра Хайкида, сына Скайорди.[19][20]

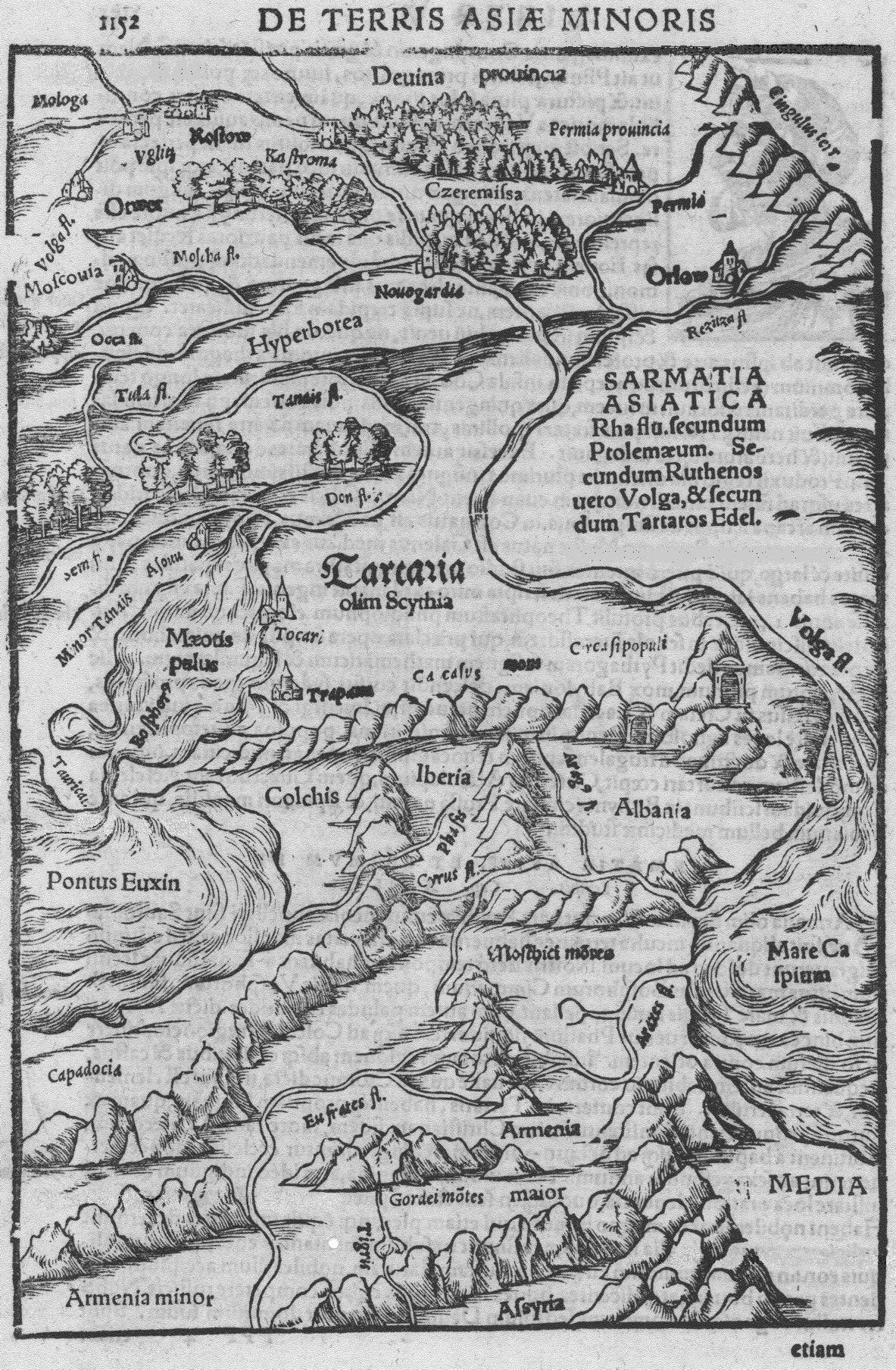
Упоминание Гипербореи во Всеобщей Космографии Себастьана Мюнстера

- 580—570-е — правление Ерванда I Сакавакяца, преемника Паруйра, именем которого названа династия Ервандуни (одна из ветвей Хайкидов).[12][21]
- 560—535-е — правление Тиграна I Ервандида, сына Ерванда I Сакавакяца. Будучи другом и союзником Кира II Великого, он принимал участие в походах Кира.[12][21][22]
- сер. VI века (521 год до н. э.)— завоевание Армении Ахеменидами. С созданием Ахеменидской державы армянское царство, вероятно, пережило постепенный процесс превращения в её сатрапию[23].
- 401— Ксенофонт в Армении.
- 401—344 — правление Ахеменидского сатрапа Армении Ерванда I.
- 331 — Армения обретает фактическую независимость в результате падения Ахеменидской империи — Ервандидская Армения.
- 322 — образование армянского царства Малая Армения
- Первая половина III века до н. э. — образование армянского царства Софена
- Конец III века до н. э. — завоевание Софены селевкидским царём Антиохом Великим
- 200 — приблизительная дата основания армянской столицы Ервандашат царем Ервандом IV. Армянское царство ликвидировано Антиохом Великим.
- 190/189 — образование государства Великая Армения, и восстановление независимости Софены.
- 189—159 — правление Арташеса I в Великой Армении.
- 176 — приблизительная дата основания города Арташат Арташесом I.
- 163 — образование армянского царства Коммагена
- 95 — 55 — правление Тиграна II в Великой Армении. Армения — одно из ведущих государств Ближнего Востока.
- 77 — Тигран основывает город Тигранакерт и делает его столицей Армении.
- 69 — Битва при Тигранакерте: разгром армянской армии римским военачальником Лукуллом. Арташат вновь становится столицей Армении.
- 68 — Битва при Артаксате: поражение Лукулла от армянских войск.
- 65 — поход Помпея в Армению. Армения становится вассальным Риму государством.
- 62 — постройка гробницы царя Коммагены Антиоха I на горе Немрут
- 34 — Пленение Артавазда II Марком Антонием.

## Наша эра
Сопутствующие события
- 64 — Понтийское царство завоёвано Римом.
- 53 — Битва при Каррах: разгром римского военачальника Красса парфянской армией под командованием Сурена.

наша эра
- нач. II века — период наивысшего могущества Римской империи.
- 226 — свержение парфянской династии Сасанидами.
- 325 — в Никее собирается первый христианский собор.
- 380 — Христианство объявлено государственной религией Римской империи при императоре Феодосии I.
- 395 — Раздел Римской империи на Западную Римскую империю и Восточную Римскую империю (Византию)

- 53 — Трдат I посажен парфянами на армянский престол. Он основывает армянскую династию Аршакидов.
- 58 — Вторжение Корбулона в Армению.
- 63 — конечная фаза римско-парфянской войны, сражение при Рандее: поражение Корбулона от армянских войск.
- 113 — вторжение Траяна в Армению.
- 117 — Адриан выводит римские войска из Армении.
- 130 — приблизительная дата основания Вагаршем I города Вагаршапат.
- 163 — столица Великой Армении перемещена в Вагаршапат.
- 252 — Армения захвачена Шапуром I
- 287—330 — правление Трдата III.
- 298 — Нисибисский мирный договор. Признание обеими державами суверенитета Великой Армении
- 301 — традиционная дата принятия христианства в качестве государственной религии.
- 330—338 — правление Хосрова III Котака
- 335 — основание Двина.
- 338—350 — правление Тирана
- 350—367 — правление Аршака II
- 364—368 — армяно-персидская война
- 370—374 — правление Папа
- 374 — окончательное установление самостоятельности Армянской апостольской церкви
- 387 — раздел Армении между Римом и Персией.
- 405/406 — Месроп Маштоц изобретает армянский алфавит.
- 428 — упразднение царской власти в Восточной Армении Сасанидами. Падение государства Великая Армения, установление марзпанской власти в Армении.
- 449 — начало антисасанидского восстания армян
- 451 — Аварайрская битва.

## Средние века
Сопутствующие события
- 527—565 — Правление Юстиниана Великого в Византийской империи.
- 633—651 — Арабское завоевание Персии
- XI век — начало процесса массовой миграции тюрок из Средней Азии в Переднюю Азию.
- 1077 — создание Конийского султаната в Малой Азии
- 1099 — захват Иерусалима крестоносцами.
- 1204 — захват Константинополя крестоносцами.
- 1256 — образование государства Хулагидов
- 1291 — египтяне захватывают порт Акра — последний оплот крестоносцев в Леванте.
- 1402 — войска Тамерлана побеждают армию османских турок при Анкаре.
- 1453 — Османские турки захватывают Константинополь. Конец Византии.

- 481—484 — антисасанидское восстание армян под руководством Ваана Мамикояна
- 484 — Нварсакский договор между персами и армянами. Армения получает полунезависимый статус с полной религиозной свободой
- 506 — Двинский собор возглавляемый Бабкеном I окончательно утверждает миафизитскую догматику Армянской церкви. Событие в дальнейшем определило идеологическую, общественную и политическую основу раннесредневековой Армении
- 552 — начало армянской хронологии.
- 572—591 — Ирано-византийская война: почти вся Армения переходит под контроль Византии.
- 629 — Ираклий I завершает византийское завоевание Армении.
- 645 — Арабское завоевание Армении
- 653 — армянский князь Теодорос Рштуни признан арабами верховным правителем Армении, Грузии и Албании
- 744 — Багратиды получают титул правителей Армении.
- 804 — армянский князь Ашот Мсакер назначен халифом правителем Армении
- 851—852 — карательная экспедиция арабского военачальника Буга
- 862 — Ашот I Багратид признан Халифатом князем князей (батрик ал батарика) всей Армении
- 885 — Ашот I Багратид восстанавливает независимое Армянское царство. Халиф Аль-Мутамид и византийский император Василий I признают суверенитет Армении
- 890—914 — правление Смбата I
- 908 — Васпураканское княжество под управлением Арцрунидов отделяется от Багратидского государства и образует царство
- 914—928 — правление Ашота II Железного.
- 921 — Севанская битва: Ашот II изгоняет арабов из Армении.
- 922 — Халифат признал Ашота II шахиншахом независимой Армении
- 929—953 — правление Абаса
- 953—977 — правление Ашота III Милостивого
- 961 — Ашот III Милостивый переносит столицу из Карса в Ани.
- 963 — oбразуется вассальное Анийским Багратидам Карсское царство
- 966 — аннексия Византией владении Багратидов Тарона на северо-западе от озера Ван
- 977—989 — правление Смбата II
- 978 — образуется вассальное Анийским Багратидам Ташир-Дзорагетское царство.
- 987 — образуется вассальное Анийским Багратидам Сюникское царство.
- 989—1020 — правление Гагика I в Ани.
- 998 — армяно-грузинская коалиция нанесла сокрушительное поражение войскам Мамлана I из династии Раввадидов

Армянское царство около 1000 году

- 1016 — первые грабительские набеги огузов на южные районы Армении
- 1020—1041 — правление Ованеса-Смбата
- 1021 — Византийцы присоединяют к себе Васпуракан.
- 1022 — Трапезундское соглашение. Ованес-Смбат завещает передать после своей смерти Армянское царство Византии
- 1041—1045 — правление последнего царя Армянского царства Багратидов Гагика II
- 1045 — Византийцы захватывают Ани. Падение централизованного Армянского царства
- 1048 — Тогрул-бек совершает первое нашествие в Армению. Турки-сельджуки разоряют Арзни.
- 1054 — Тогрул-бек совершает нашествие в Армению
- 1064 — Алп-Арслан совершает нашествие в Армению. Турки-сельджуки захватывают Ани. Карсское царство присоединяется к Византии
- сер. XI века — начало многовекового процесса оттеснения армян с Армянского нагорья пришлыми тюркскими кочевыми группами.
- 1071 — разгром византийцев сельджуками при Манцикерте на территории Армении.
- 1071 — Филарет Варажнуни создает государство
- 1072 — образование Анийского эмирата Шеддадидов
- 1080 — Рубен I становится правителем Киликии. Основание армянского княжества
- 1097 — Крестоносцы прибывают в армянскую Киликию
- 1100 — создание эмирата Шах-Арменов на большей части Западной Армении
- 1118 — Установление контроля Грузии над северо-восточной Арменией, упразднение Ташир-Дзорагетского царства.
- 1170 — Ильдегизиды завоевывают Сюникское царство
- 1196 — армяно-грузинская армия освобождает Гегаркуник
- 1198 — Левон II признан королём Киликии. Священная Римская империя и папский престол признали независимое армянское Киликийское королевство
- 1199 — армяно-грузинская армия освобождает Ани от Шеддадидов
- 1203 — армяно-грузинская армия освобождает Двин
- 1206 — армяно-грузинская армия освобождает Карс
- 1207 — эмират Шах-Арменидов присоединено к государству Айюбидов
- 1211 — армяно-грузинская армия освобождает Сюник. Начало княжества Орбелянов

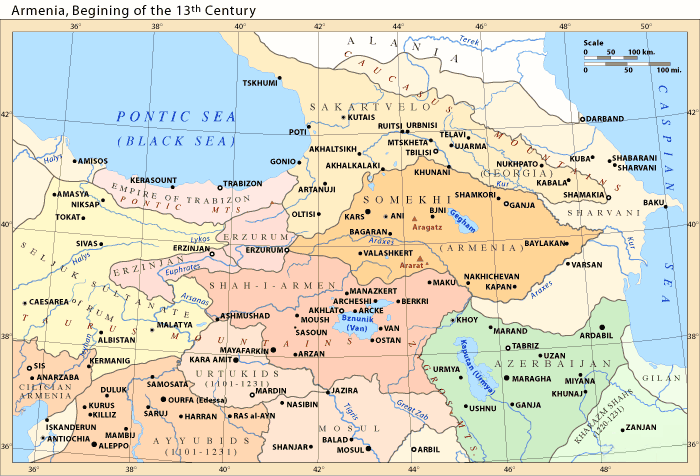
Закарянская Армения (оранжевым) в составе Грузинского царства, государство Шах-Арменов (розовым) и соседние страны в начале XIII века

- 1220—1222 — первые разведывательные нападения монголов
- 1225 — Битва при Гарни, поражение грузинско-армянского войска от хорезмшаха Джелал ад-Дин Манкбурны
- 1226—1270 — правление Хетума I в Киликии.
- 1236 — Армения завоёвана монголами.
- 1245—1260 — Киликийская Армения в союзе с Монгольской империей
- 1266 — разорение Равнинной Киликии египетскими мамлюками.
- 1292 — взятие Громклы египтянами.
- 1338 — большая часть Армении в границах владений Чобанидов
- 1375 — Киликийское армянское королевство завоёвана египтянами.
- 1385 — нашествия Тохтамыша. Тысячи армян уведены в плен
- 1386 — первое нашествие Тамерлана. Новая волна тюркских племен, нахлынувших в Армению
- 1410 — Армения попала под контроль государства туркоманской конфедерации Кара-Коюнлу
- 1424 — Горная Киликия, за исключением Зейтуна и Хаджина захвачена мамлюками
- 1435 — прекращение княжества Орбелянов в Сюнике
- 1441 — возвращение престола католикоса всех армян в Эчмиадзин
- 1468 — Армения попала под контроль государства туркоманской конфедерации Ак-Коюнлу
- 1502 — завоевание большей части закавказской Армении Государством Сефевидов

## Новое время
Сопутствующие события
- 1501 — утверждение Сефевидов в Иране и Азербайджане.
- 1513 — начало длинной череды ирано-турецких войн.
- 1520—1566 — правление Сулеймана I в Османской империи.
- 1587—1629 — правление шаха Аббаса I в Персии.
- 1639 — установлена ирано-турецкая граница, сохранившаяся до настоящего момента.
- 1722—1723 — персидский поход Петра I.
- 1736—свержение Сефевидов. Начало династии Афшаридов
- 1762—1796 — правление Екатерины II в Российской империи.
- 1813 — Гюлистанским договором заканчивается русско-персидская война.
- 1815 — армянами в Москве основан Лазаревский институт.
- 1839 — Абдул-Меджид I проводит реформы в Османской империи.
- 1876—1908 — правление Абдул-Гамида II в Османской империи.
- 1877—1878 — русско-турецкая война.

- 1512 — Акоп Мегапарт издаёт «Урбатагирк» — первую печатную книгу на армянском языке.
- 1514 — захват Эрзинджана и Эрзурума османами
- 1533 — захват Вана османами
- 1547 — тайное совещание в Эчмиадзине созванный католикосом Степаносом V Салмастеци для освобождения Армении
- 1555 — Мир в Амасье закрепил раздел Армении между персами и османами.
- 1562 — тайное совещание в Эчмиадзине созванный католикосом Микаэлом I Себастаци для достижение освобождения Армении
- 1604—1605 — Великий сургун: депортация шахом Аббасом около 250 тыс. армян из Армении в Персию.
- 1699 — Ангехакотское совещание освобождения Армении
- 1722—1730 — восстание армян Зангезура против персов во главе с Давид-Беком.
- 1726—1728 — борьба закавказских армян против турецкого вторжения.
- 1726—1809 — годы жизни Иосифа Эмина — деятеля армянского освободительного движения.
- 1794—1796 — первый армянский журнал «Аздарар» издаётся в Индии.
- 1805—1848 — годы жизни просветителя Хачатура Абовяна.
- 1827 — русская армия генерала Паскевича занимает Ереван.
- 1828 — Туркманчайский договор между Россией и Персией: Восточная Армения присоединена к Российской империи. Образована Армянская область.
- 1850 — образована Эриванская губерния.
- 1869—1923 — годы жизни поэта Ованеса Туманяна.
- 1878 — Присоединение Карса к Российской империи. Начало обсуждения Армянского вопроса в международной дипломатии.
- 1885 — основана партия Арменакан.
- 1887 — в Женеве основана социал-демократическая партия Гнчакян.
- 1890 — в Тифлисе основана партия Дашнакцутюн.
- 1894—1896 — массовые убийства армян в Османской империи. Убиты около 300.000 человек.

## XX—XXI века
Сопутствующие события
- 1908 — младотурецкий переворот в Османской империи.
- 1914—1918 — Первая мировая война.
- 1917 — Февральская и Октябрьская революции в России.
- 1920 — подписание Севрского договора.
- 1928 — начало индустриализации и коллективизации в СССР.
- 1930-е — 1940-е — Сталинские репрессии в СССР.
- 1939—1945 — Вторая мировая война.
- 1945—1991 — Холодная война.
- 1970-е — 1985 — «Эпоха застоя» в СССР.
- 1985 — Михаил Горбачёв, пришедший к власти в СССР, начинает перестройку и проводит политику «гласности».
- 1991 — распад СССР и образование СНГ.

- 1903—1978 — годы жизни армянского композитора Арама Хачатуряна.
- 1904 — восстание армян в Сасуне.
- 1909 — резня армян в Адане.
- 1914 — Соглашение о проведение реформ в Армянских вилайетах Османской империи.
- 1915 — начало геноцида армян в Османской империи.
- 1918 — образование Первой республики Армения. Битвы при Сардарапате и Баш-Апаране. Мартовская и сентябрьская резни в Баку.
- 1920—1922 — Осуществление операции «Немезис».
- 1920 — Шушинская резня. Турецко-армянская война. Советизация Армении.
- 1921 — Московский и Карсский договор договора: утрата Западной Армении, Нахиджевана и Карабаха.
- 1922 — Вхождение Армении в ЗСФСР.
- 1936 — Ликвидация ЗСФСР.
- 1941 — 1945 — участие Армянской ССР  и армянского народа в Великой Отечественной войне
- 1943 — основана Национальная академия наук Армении.
- 1949 — депортация армянской интеллигенции в Среднюю Азию.
- 1947—1950 — депортация азербайджанцев из Армении.
- 1946—1948 — репатриация армян в Армянскую ССР (СССР).
- 1959 — в Ереване построен Матенадаран.
- 1965 — акции, посвящённые 50-летию геноцида.
- 1975—1991 — боевые акции АСАЛА.
- 1988 — начало Карабахского конфликта. Сумгаитский погром. Спитакское землетрясение.
- 1990 — погромы армян в Баку. Объявление независимости Армении.
- 1991 — Операция «Кольцо». Международное признание независимости Армении в результате распада СССР.
- 1991—1998 — президентство Левона Тер-Петросяна
- 1991—1994 — Нагорно-Карабахская война.
- 1998—2008 — президентство Роберта Кочаряна.
- 1999 — террористические акты в армянском парламенте.
- 2008—2018 — президентство Сержа Саргсяна.
- 2018 — Бархатная революция в Армении
- 2020 — Вторая карабахская война
- 2020-2021 — Протесты в Армении. Отставка Пашиняна и повторное избрание.
- 2022 — Протесты в Армении.